# SMOOTH JAM -Aspasia-
『SMOOTH JAM -Aspasia-』（スムース・ジャム アスパシア）は、2002年5月22日にリリースされた杏里のミニ・アルバム。発売元は日本クラウン/ドルフィンハーツ。

## 解説
新曲3曲、セルフカバー2曲、洋楽のカバー2曲で構成された、初のミニ・アルバム。

## 収録曲
作曲（2,7以外）：ANRI 
1. Calina
  - 作詞：西尾佐栄子 編曲：小倉泰治
2. It's Too Late
  - 作詞・作曲：Toni Stern・Carole King
  - 編曲：Jochem van der Saag
3. Everything's Alright Now
  - 作詞：吉元由美 編曲：小倉泰治
4. Loving Blue
  - 作詞：吉元由美 編曲：小倉泰治
5. プライベート Sold out
  - 作詞：吉元由美 編曲：monK
6. Lost Vacation
  - 作詞：吉元由美 編曲：monK
7. Funkin' For Jamaica
  - 作詞・作曲：Browne Thomasfredrick・Smith Thomassina・Carrollyne
  - 編曲：Jochem van der Saag